# Overseas Press Club
Overseas Press Club of America (OPC) è una associazione fondata nel 1939 a New York da un gruppo di corrispondenti esteri statunitensi.

## Storia
L'OPC fu fondata nell'aprile 1939 da nove giornalisti, tra i suoi fondatori c'erano Floyd Gibbons e Webb Miller.
La reporter Carol Weld è stata uno dei membri fondatori dell'OPC.

## Obiettivi
Il club cerca di mantenere una collaborazione internazionale di giornalisti che lavorano negli Stati Uniti ed all'estero, per promuovere i più alti standard d'integrità professionale e competenza nella segnalazione delle notizie, per aiutare le nuove generazioni di giornalisti e per contribuire alla libertà e all'indipendenza dei giornalisti e della stampa di tutto il mondo. L'organizzazione ha circa 500 membri, che sono leader del settore dei mass media.

## Premi
Ad aprile di ogni anno, la OPC organizza una cerimonia in cui sono premiati i migliori risultati ottenuti nel giornalismo internazionale durante l'anno precedente. L'organizzazione inoltre gestisce una fondazione che distribuisce borse di studio ai giovani promettenti.

## Omaggi
Una placca dell'OPC si trova al Castello di Vouilly a ricordo del lavoro svolto dai corrispondenti di guerra durante la Seconda guerra mondiale. Il castello divenne quartier generale della stampa dopo lo sbarco in Normandia.